# Mort de Kian Pirfalak

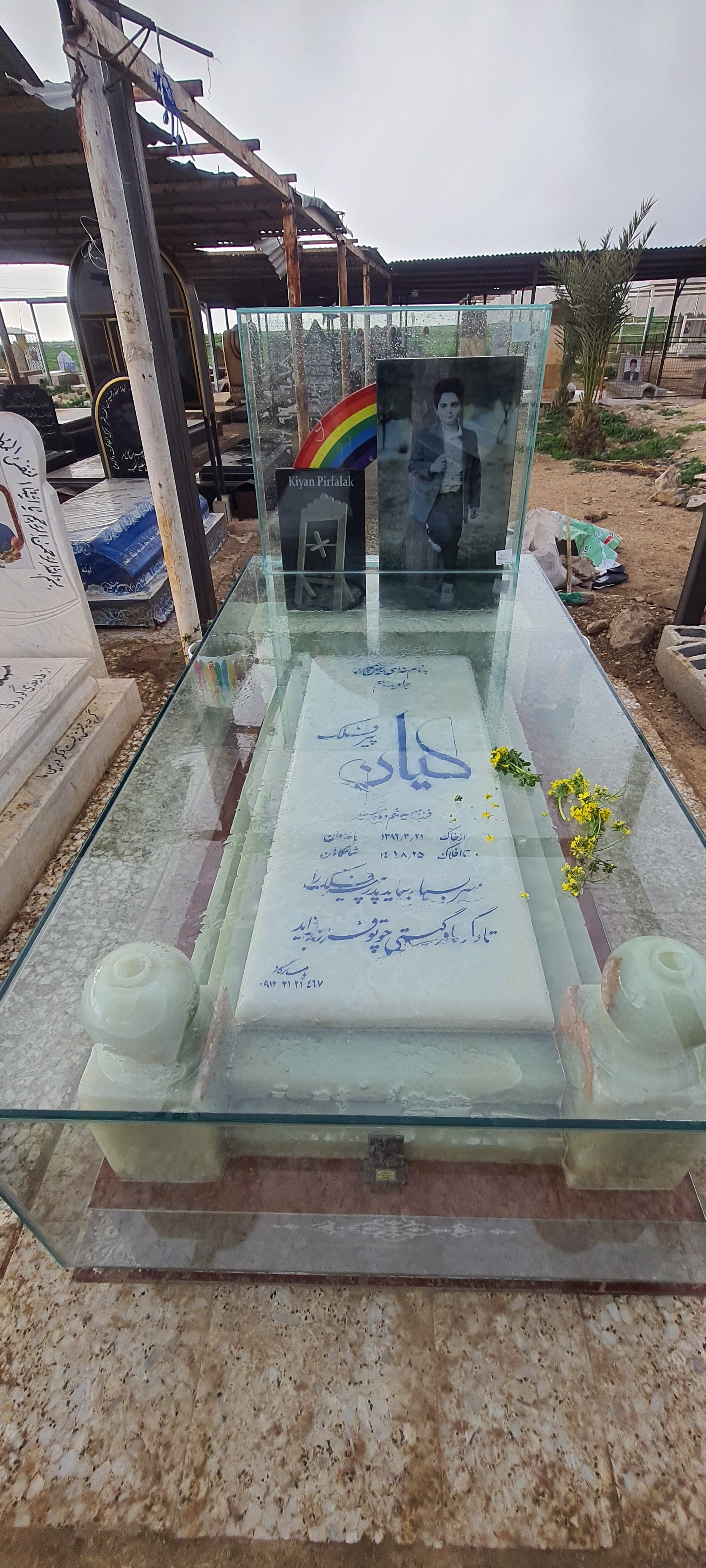
Tombe de Kian Pirfalak

La mort de Kian Pirfalak (en persan : کیان پیرفلک), un enfant iranien de neuf ans tué par balles, se produit le 15 novembre 2022 lors d'une fusillade dans la ville d'Izeh, dans le Khouzistan, en Iran,, à la suite des manifestations de 2022, alors qu'il se trouvait dans la voiture de ses parents qui retournaient chez eux, à Izeh. Le père de Kian Pirfalak a par ailleurs été sérieusement blessé lors de la fusillade et a été hospitalisé. Les autorités mettent la mort de l'enfant sur le compte d'une attaque d'extrémistes terroristes qui auraient profité du rassemblement de manifestants, alors que les parents de Kian Pirfalak accusent les forces de sécurité.
Sa mort a déclenché la colère dans tout le pays contre le gouvernement et son usage d'armes mortelles face aux manifestants,. Kian Pirfalak est considéré comme la plus jeune victime de la répression violente des manifestations de masse initiées par la mort de Mahsa Amini.

## Description
L'agence de presse de la République islamique décrit ainsi ce qui s'est passé : huit personnes, y compris trois agents de sécurité et deux volontaires basij (une organisation paramilitaire liée aux Pasdaran), auraient été blessées par des tirs provenant de motocyclistes ; cependant, une source proche de l'enfant tué a déclaré à Radio Farda que les agents de sécurité avaient ouvert le feu sur la voiture du père de Kian Pirfalakk. Sa mère dément la version des faits mise en avant par le gouvernement, et en impute la responsabilité aux forces de sécurité : « entendez de ma bouche la façon dont la fusillade a eu lieu, de façon qu'ils ne puissent pas prétendre qu'il s'agissait de terroristes, car ils mentent », a-t-elle déclaré à ceux qui ont assisté à l’enterrement de l'enfant. La famille a refusé que le corps soit conservé à la morgue, par crainte que les forces de sécurité ne l'enlèvent, comme cela a été le cas dans des cas similaires.

## Enterrement
De nombreuses personnes se sont rassemblées lors de son enterrement, en scandant des slogans contre le régime iranien à l'origine de sa mort.